# Tumlin-Podgród
Tumlin-Podgród est une localité polonaise de la gmina de Miedziana Góra, située dans le powiat de Kielce en voïvodie de Sainte-Croix.